# 의치 세정제

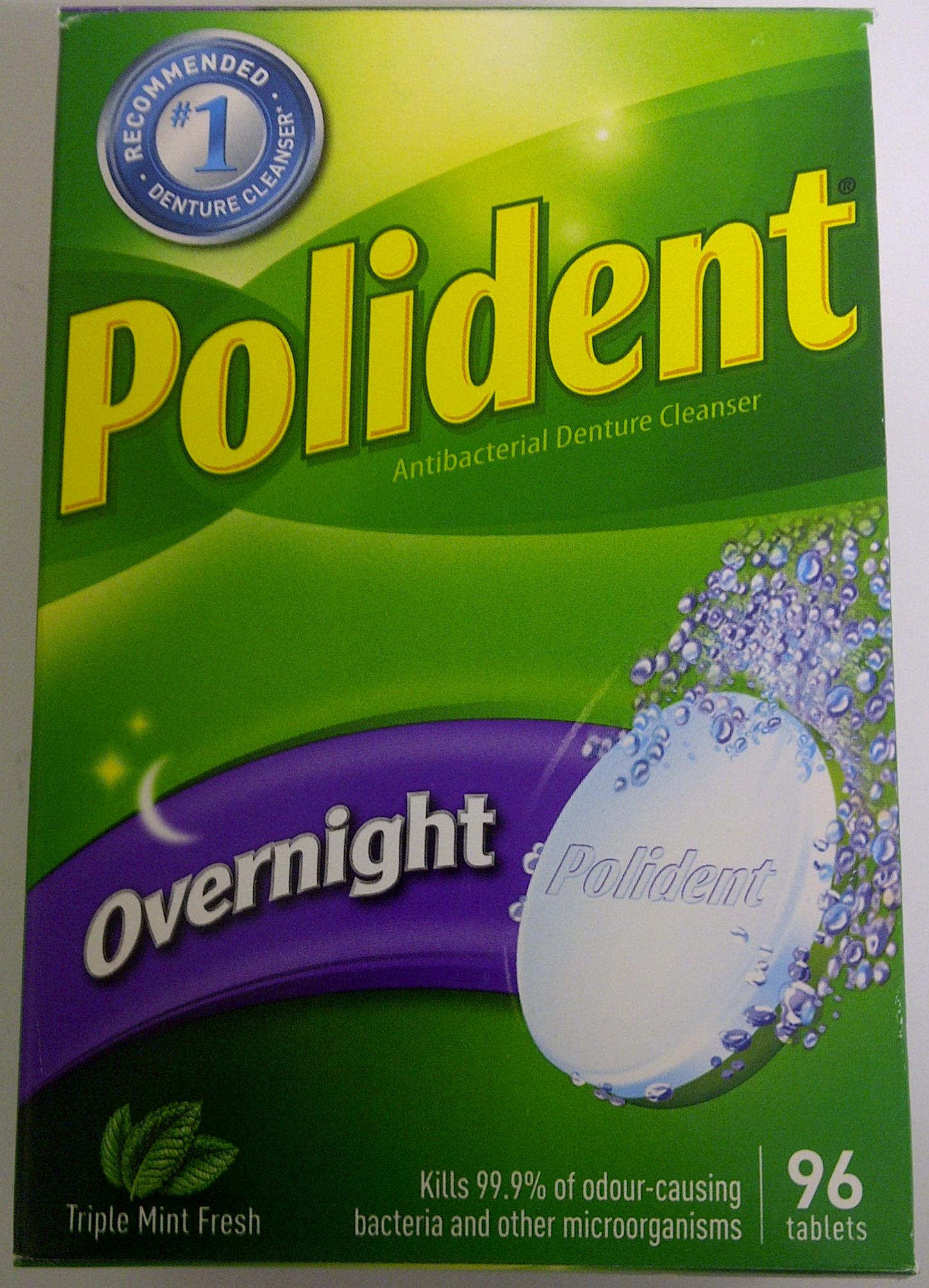
폴리덴트 상자

의치 세정제, 의치 세정액, 틀니 세정제는 의치를 입 밖으로 빼냈을 때 깨끗하게 하기 위해 사용되는 세정제이다. 주 용도는 의치 관련 구내염 예방을 위해 의치 위의 미생물(특히 칸디다 알비칸스)의 성장을 통제하는 것이다. 미생물막이 치태와 비슷한 형태로 발전할 수 있는데 치석으로 딱딱해지며 결정화될 수 있다. 의치 세정제는 다이어트, 담배 이용, 커피 음용, 차 음용 등에 의해 발생할 수 있는 기타 잔재물을 제거하기 위해서도 사용할 수 있다.

## 성분
하이포아염소산 나트륨이 주 성분이다. 그 외에 다음의 성분이 들어 있다.
- 탄산수소 나트륨
- 시트르산
- 폴리인산염
- 에틸렌다이아민테트라아세트산(EDTA)